# Grand Prix-wegrace van Frankrijk 1985
De Grand Prix-wegrace van Frankrijk 1985 was de negende Grand Prix van het wereldkampioenschap wegrace-seizoen 1985. De races werden verreden op 21 juli 1985 op het Circuit Bugatti nabij Le Mans, Frankrijk. Tijdens deze Grand Prix werd de wereldtitel in de 80cc-klasse beslist.

## Algemeen
Stefan Dörflinger besliste het wereldkampioenschap 80 cc in zijn voordeel en Freddie Spencer scoorde zijn vierde dubbeloverwinning van het seizoen. In de 125cc-klasse scoorde Garelli weer twee podiumplaatsen, maar door een blunder won de verkeerde coureur. De zijspanklasse werd gewonnen door Egbert Streuer/Bernard Schnieders, die hun achterstand op Werner Schwärzel/Fritz Buck tot drie punten verkleinden.

## 500cc-klasse
Hoewel de Amerikaanse coureurs, vanwege hun driftende rijstijl, niet blij waren met het hobbelige circuit, zette Freddie Spencer de snelste trainingstijd, maar het verschil met Christian Sarron was slechts 0,16 seconde. Christian Le Liard zette voor het eerst de nieuwe, experimentele ELF 2 in en kwalificeerde zich als 24e. Spencer had op de hobbelige baan wel last van het piekerige vermogen van zijn viercilinder Honda NSR 500. Daarom testte hij acht verschillende bandencompounds en uiteindelijk werd er snel een driecilinder Honda NS 500 geprepareerd, maar de tijd was te kort om de juiste afstelling te vinden. Bovendien ging een krukaslager kapot. 

### De training

#### Trainingstijden
| Pos | Coureur              | Merk                      | Tijd    |
| --- | -------------------- | ------------------------- | ------- |
| 1.  | Freddie Spencer      | Rothmans-HRC-Honda        | 1"33'47 |
| 2.  | Christian Sarron     | Gauloises-Sonauto-Yamaha  | 1"33'63 |
| 3.  | Eddie Lawson         | Marlboro-Yamaha           | 1"33'73 |
| 4.  | Wayne Gardner        | Rothmans-HRC-Honda-UK     | 1"34'13 |
| 5.  | Raymond Roche        | Marlboro-Yamaha           | 1"34'70 |
| 6.  | Randy Mamola         | Rothmans-HRC-Honda        | 1"34'90 |
| 7.  | Ron Haslam           | Rothmans-HRC-Honda-UK     | 1"35'45 |
| 8.  | Didier de Radiguès   | ELF-Chevallier-HRC-Honda  | 1"36'06 |
| 9.  | Pierre-Etienne Samin | ELF-Chevallier-Honda      | 1"36'54 |
| 10. | Rob McElnea          | Skoal Bandit-Heron-Suzuki | 1"37'03 |

### De race
De Franse organisatie had de 500cc-race vóór de 250cc-race gepland. Dat was gunstig voor Freddie Spencer, die in beide klassen startte. Het Franse publiek verheugde zich op Christian Sarron, die de tweede trainingstijd had gereden. Na de start reed er echter een complete Honda-trein voorop: Ron Haslam, Randy Mamola, Wayne Gardner, Freddie Spencer, Didier de Radiguès en Pierre-Etienne Samin. De eerste Yamaha-coureur was inderdaad Sarron, want Eddie Lawson had zijn machine twee keer moeten aanduwen en had na de eerste ronde bijna een halve minuut achterstand. Spencer nam al snel de leiding, waarbij Gardner hem makkelijk leek te volgen. Sarron vocht zich naar voren en passeerde eerst Mamola en daarna ook Haslam. Gardner viel weg door een gat in zijn achterband. Sarron sloot aan achter Spencer, maar bij het passeren van achterblijvers remde hij zijn voorwiel onderuit. Nu opende Raymond Roche de aanval op Haslam en Mamola, terwijl Lawson zich intussen door het hele veld naar voren had gevochten. Roche finishte als tweede achter Spencer, en Lawson wist Haslam nog te passeren en vierde te worden. 

#### Uitslag 500cc-klasse
| Pos | Coureur              | Merk                  | Tijd       | Grid | Punten |
| --- | -------------------- | --------------------- | ---------- | ---- | ------ |
| 1   | Freddie Spencer      | Rothmans-HRC-Honda    | 45"58'33   | 1    | 15     |
| 2   | Raymond Roche        | Marlboro-Yamaha       | 46"14'04   | 5    | 12     |
| 3   | Randy Mamola         | Rothmans-HRC-Honda    | 46"18'13   | 6    | 10     |
| 4   | Eddie Lawson         | Marlboro-Yamaha       | 46"25'22   | 3    | 8      |
| 5   | Ron Haslam           | Rothmans-HRC-Honda-UK | 46"32'18   | 7    | 6      |
| 6   | Pierre-Etienne Samin | ELF-Chevallier-Honda  | 47"21'08   | 9    | 5      |
| 7   | Sito Pons            | HB-Gallina-Suzuki     | 47"26'39   | 14   | 4      |
| 8   | Gustav Reiner        | Bakker-Honda          | +1 ronde   | 13   | 3      |
| 9   | Fabio Biliotti       | Honda                 | +1 ronde   | 16   | 2      |
| 10  | Mike Baldwin         | Honda                 | +1 ronde   | 18   | 1      |
| 11  | Armando Errico       | Honda                 | +1 ronde   | 15   |        |
| 12  | Franco Uncini        | HB-Gallina-Suzuki     | +1 ronde   | 11   |        |
| 13  | Wolfgang von Muralt  | Bakker-Suzuki         | +1 ronde   | 17   |        |
| 14  | Rob Punt             | Suzuki                | +1 ronde   | 23   |        |
| 15  | Dietmar Mayer        | Honda                 | +1 ronde   | 29   |        |
| 16  | Maurice Coq          | Suzuki                | +1 ronde   | 28   |        |
| 17  | Simon Buckmaster     | Suzuki                | + 2 ronden | 31   |        |
| 18  | Andreas Leuthe       | Suzuki                | + 2 ronden | 33   |        |

#### Niet gefinisht
| Coureur            | Merk                      | Oorzaak | Grid |
| ------------------ | ------------------------- | ------- | ---- |
| René Lavigne       | Honda                     |         | 32   |
| Neil Robinson      | Suzuki                    |         | 26   |
| Didier de Radiguès | ELF-Chevallier-HRC-Honda  |         | 8    |
| Marco Gentile      | Yamaha                    |         | 22   |
| Christian Sarron   | Gauloises-Sonauto-Yamaha  | Val     | 2    |
| Wayne Gardner      | Rothmans-HRC-Honda-UK     | Band    | 4    |
| Rob McElnea        | Skoal Bandit-Heron-Suzuki |         | 10   |
| Christian Le Liard | ELF-Honda                 |         | 24   |
| Stelio Marmaras    | Suzuki                    |         | 34   |
| Eero Hyvärinen     | Honda                     | Val     | 25   |
| Boet van Dulmen    | Bakker-Honda              | Val     | 20   |
| Dave Petersen      | Honda                     | Val     | 12   |
| Massimo Messere    | Honda                     |         | 21   |
| Louis-Luc Maisto   | Suzuki                    |         | 27   |
| Thierry Espié      | Chevallier-Honda          | Val     |      |

#### Niet gestart
| Coureur        | Merk  | Oorzaak | Grid |
| -------------- | ----- | ------- | ---- |
| Claude Arciero | Honda |         |      |

#### Niet deelgenomen
| Coureur           | Merk                      | Oorzaak    |
| ----------------- | ------------------------- | ---------- |
| Takazumi Katayama | Bakker-Rothmans-HRC-Honda | Gestopt    |
| Mile Pajic        | SNRT-Honda                | Teambeleid |
| Henk van der Mark | SNRT-Honda                | Teambeleid |
| Marco Lucchinelli | Cagiva                    | Teambeleid |
| Virginio Ferrari  | Cagiva                    | Teambeleid |

### Top tien tussenstand 500cc-klasse
| Pos. | Coureur            | Merk                      | Ptn. |
| ---- | ------------------ | ------------------------- | ---- |
| 1    | Freddie Spencer    | Rothmans-HRC-Honda        | 111  |
| 2    | Eddie Lawson       | Marlboro-Yamaha           | 94   |
| 3    | Christian Sarron   | Gauloises-Sonauto-Yamaha  | 62   |
| 4    | Wayne Gardner      | Rothmans-HRC-Honda-UK     | 61   |
| 5    | Ron Haslam         | Rothmans-HRC-Honda-UK     | 57   |
| 6    | Randy Mamola       | Rothmans-HRC-Honda        | 50   |
| 7    | Didier de Radiguès | ELF-Chevallier-HRC-Honda  | 34   |
| 7    | Raymond Roche      | Marlboro-Yamaha           | 34   |
| 9    | Rob McElnea        | Skoal Bandit-Heron-Suzuki | 19   |
| 10   | Boet van Dulmen    | Honda / Bakker-Honda      | 14   |

## 250cc-klasse

### De training
Martin Wimmer reed achter Freddie Spencer de tweede trainingstijd, maar viel daarna door een vastloper. Zijn arm moest worden gehecht en hij had een klein breukje in zijn hand, waardoor zijn start twijfelachtig was. Alan Carter kwalificeerde zich als 29e met een machine die was opgebouwd uit reservedelen, want zijn Honda RS 250 R was bij een race op Snetterton uitgebrand. 

#### Trainingstijden
| Pos | Coureur          | Merk               | Tijd    |
| --- | ---------------- | ------------------ | ------- |
| 1.  | Freddie Spencer  | Rothmans-HRC-Honda | 1"39'34 |
| 2.  | Martin Wimmer    | Mitsui-Yamaha      | 1"39'71 |
| 3.  | Toni Mang        | Marlboro-HRC-Honda | 1"40'05 |
| 4.  | Carlos Lavado    | Venemotos-Yamaha   | 1"40'07 |
| 5.  | Jean Foray       | Chevallier-Yamaha  | 1"40'30 |
| 6.  | Manfred Herweh   | Bakker-Real-Rotax  | 1"40'44 |
| 7.  | Carlos Cardús    | JJ Cobas-Rotax     | 1"40'45 |
| 8.  | Antonio Neto     | JJ Cobas-Rotax     | 1"40'52 |
| 9.  | Dominique Sarron | Rothmans-Honda     | 1"40'62 |
| 10. | Fausto Ricci     | Rothmans-HRC-Honda | 1"40'81 |

### De race
Toni Mang en Freddie Spencer liepen na de start van de 250cc-race in Frankrijk meteen weg van de rest van het veld, met Mang de eerste vijf ronden op kop. Toen gaf Spencer gas om met tien seconden voorsprong te winnen. Intussen was de strijd om de derde plaats ook niet spannend, want daar reed Fausto Ricci een tamelijk eenzame race. Strijd was er wel om de vierde plaats, waar Manfred Herweh aantoonde dat hij weer fit begon te worden na zijn val in de training van de Spaanse Grand Prix. 

#### Uitslag 250cc-klasse
| Pos | Coureur              | Merk                        | Tijd       | Grid | Punten |
| --- | -------------------- | --------------------------- | ---------- | ---- | ------ |
| 1   | Freddie Spencer      | Rothmans-HRC-Honda          | 40"00'76   | 1    | 15     |
| 2   | Toni Mang            | Marlboro-HRC-Honda          | 40"10'58   | 3    | 12     |
| 3   | Fausto Ricci         | Rothmans-HRC-Honda          | 40"25'45   | 10   | 10     |
| 4   | Manfred Herweh       | Bakker-Real-Rotax           | 40"30'61   | 6    | 8      |
| 5   | Carlos Lavado        | Venemotos-Yamaha            | 40"30'79   | 4    | 6      |
| 6   | Pierre Bolle         | Bakker-Parisienne           | 40"31'11   | 13   | 5      |
| 7   | Jacques Cornu        | Parisienne-Honda            | 40"32'44   | 14   | 4      |
| 8   | Jean-François Baldé  | Yamaha                      | 40"48'56   | 12   | 3      |
| 9   | Dominique Sarron     | Rothmans-Honda              | 40"49'26   | 9    | 2      |
| 10  | Luis Miguel Reyes    | JJ Cobas-Rotax              | 40"49'59   | 17   | 1      |
| 11  | Juan Garriga         | JJ Cobas-Rotax              | 40"49'96   | 30   |        |
| 12  | Thierry Rapicault    | Yamaha                      | 40"53'26   | 18   |        |
| 13  | Jean-Michel Mattioli | Yamaha                      | 40"53'63   | 11   |        |
| 14  | Niall Mackenzie      | Silverstone-Armstrong-Rotax | 40"53'90   | 24   |        |
| 15  | Roland Freymond      | Yamaha                      | 41"14'30   | 25   |        |
| 16  | Harald Eckl          | ES                          | 41"15'43   | 22   |        |
| 17  | Patrick Igoa         | Rothmans-Honda              | 41"31'16   | 15   |        |
| 18  | Massimo Matteoni     | Honda                       | 41"34'59   | 35   |        |
| 19  | Stefano Caracchi     | MBA                         | +1 ronde   | 38   |        |
| 20  | Jean-Luc Guillemet   | Yamaha                      | + 2 ronden | 29   |        |
| 21  | Mario Rademeyer      | Yamaha                      | + 2 ronden | 31   |        |

#### Niet gefinisht
| Coureur                | Merk              | Oorzaak | Grid |
| ---------------------- | ----------------- | ------- | ---- |
| Carlos Cardús          | JJ Cobas-Rotax    |         | 7    |
| Reinhold Roth          | Juchem-Yamaha     |         | 16   |
| Jean-Louis Guignabodet | MIG-Rotax         |         | 20   |
| Jean Foray             | Chevallier-Yamaha |         | 5    |
| Thomas Bacher          | Rotax             |         | 23   |
| Jacky Onda             | Pernod            |         | 27   |
| Antonio Neto           | JJ Cobas-Rotax    |         | 8    |
| Siegfried Minich       | Yamaha            |         | 32   |
| Stéphane Mertens       | Yamaha            |         | 21   |
| Patrick Fernandez      | JJ Cobas-Rotax    |         | 26   |
| Maurizio Vitali        | Garelli           |         | 36   |
| Alan Carter            | Honda             | Remmen  | 29   |
| Éric Saul              | Comoth            |         | 37   |

#### Niet gestart
| Coureur        | Merk                        | Oorzaak         | Grid |
| -------------- | --------------------------- | --------------- | ---- |
| Martin Wimmer  | Mitsui-Yamaha               | Blessure        | 2    |
| Donnie McLeod  | Silverstone-Armstrong-Rotax |                 | 34   |
| August Auinger | Bartol                      |                 | 19   |
| Guy Bertin     | Malanca-Rotax               | Val in training | 33   |

#### Niet gekwalificeerd
| Coureur         | Merk            | Oorzaak |
| --------------- | --------------- | ------- |
| Tony Head       | Armstrong-Rotax |         |
| Michel Galbit   | Yamaha          |         |
| Roland Pittet   | Yamaha          |         |
| Edwin Weibel    | Yamaha          |         |
| Hans Becker     | Yamaha          |         |
| René Delaby     | Rotax           |         |
| Philippe Pagano | Yamaha          |         |
| Gabriel Grabia  | Yamaha          |         |
| Antonio Garcia  | JJ Cobas-Rotax  |         |
| Cees Doorakkers | SNRT-Honda      |         |

#### Niet deelgenomen
| Coureur          | Merk             | Oorzaak   |
| ---------------- | ---------------- | --------- |
| Loris Reggiani   | Aprilia-Rotax    | Blessure  |
| Hans Lindner     | Rotax            | Blessure  |
| Mar Schouten     | Yamaha           |           |
| Hans Besendorfer | Yamaha           |           |
| Ángel Nieto      | Garelli          | Ontslagen |
| Iván Palazzese   | Venemotos-Yamaha | Ontslagen |
| Erich Klein      | Rotax            | Blessure  |

### Top tien tussenstand 250cc-klasse
| Pos. | Coureur         | Merk                                 | Ptn. |
| ---- | --------------- | ------------------------------------ | ---- |
| 1    | Freddie Spencer | Rothmans-HRC-Honda                   | 119  |
| 2    | Toni Mang       | Marlboro-HRC-Honda                   | 82   |
| 3    | Martin Wimmer   | Mitsui-Yamaha                        | 69   |
| 4    | Carlos Lavado   | Venemotos-Yamaha                     | 67   |
| 5    | Loris Reggiani  | Aprilia-Rotax                        | 34   |
| 6    | Fausto Ricci    | Rothmans-HRC-Honda                   | 32   |
| 7    | Alan Carter     | HRC-Honda / Honda                    | 20   |
| 8    | Carlos Cardús   | JJ Cobas-Rotax                       | 17   |
| 8    | Jacques Cornu   | Bakker-Parisienne / Parisienne-Honda | 17   |
| 10   | Reinhold Roth   | Juchem-Yamaha                        | 16   |

## 125cc-klasse

### De training
De 125cc-training gaf het vertrouwde beeld van twee Garelli-coureurs die veel sneller waren dan de rest van het veld. Lucio Pietroniro verspeelde zijn tiende startplaats door in de latere trainingen te vallen, waarbij hij een botje in zijn voet brak. 

#### Trainingstijden
| Pos | Coureur            | Merk        | Tijd    |
| --- | ------------------ | ----------- | ------- |
| 1.  | Fausto Gresini     | FMI-Garelli | 1"44'61 |
| 2.  | Ezio Gianola       | FMI-Garelli | 1"44'99 |
| 3.  | Pier Paolo Bianchi | MBA         | 1"46'24 |
| 4.  | Bruno Kneubühler   | LCR-MBA     | 1"46'74 |
| 5.  | Jean-Claude Selini | MBA         | 1"46'82 |
| 6.  | August Auinger     | Bartol-MBA  | 1"48'07 |
| 7.  | Alex Bedford       | MBA         | 1"48'07 |
| 8.  | Olivier Liégeois   | MBA         | 1"48'16 |
| 9.  | Willy Pérez        | MBA         | 1"48'17 |
| 10. | Lucio Pietroniro   | MBA         | 1"48'65 |

### De race
De 125cc-race deed een beetje denken aan de races in het seizoen 1984, toen teamgenoten Ángel Nieto en Eugenio Lazzarini steeds een schijngevecht leverden, dat uiteindelijk steeds door Nieto gewonnen werd. Nu was Lazzarini de teambaas, en zijn pupillen Fausto Gresini en Ezio Gianola voerden het toneelstukje op, maar Gresini moest winnen. Het plan mislukte omdat in Le Mans start- en finishlijn niet dezelfde waren. Gianola kwam als eerste uit de laatste bocht en gebaarde naar Gresini dat hij voorbij moest komen om als eerste de lijn te passeren. Feitelijk was hij de finishlijn, ongeveer 100 meter voor de startlijn, echter al met 0,22 seconden voorsprong gepasseerd. Bruno Kneubühler pakte de derde plaats, die hij de hele race tamelijk eenzaam bezet had. 

#### Uitslag 125cc-klasse
| Pos | Coureur            | Merk        | Tijd     | Grid | Punten |
| --- | ------------------ | ----------- | -------- | ---- | ------ |
| 1   | Ezio Gianola       | FMI-Garelli | 39"11.46 | 2    | 15     |
| 2   | Fausto Gresini     | FMI-Garelli | 39"11.68 | 1    | 12     |
| 3   | Bruno Kneubühler   | LCR-MBA     | 39"23.87 | 4    | 10     |
| 4   | Domenico Brigaglia | MBA         | 39"26.52 | 22   | 8      |
| 5   | Pier Paolo Bianchi | MBA         | 39"28.96 | 3    | 6      |
| 6   | Jean-Claude Selini | MBA         | 39"33.53 | 5    | 5      |
| 7   | August Auinger     | Bartol-MBA  | 39"51.49 | 6    | 4      |
| 8   | Giuseppe Ascareggi | MBA         | 39"55.35 | 20   | 3      |
| 9   | Håkan Olsson       | MBA         | 39"56.14 | 16   | 2      |
| 10  | Olivier Liégeois   | MBA         | 39"58.98 | 8    | 1      |
| 11  | Willy Pérez        | MBA         | 39"59.98 | 9    |        |
| 12  | Jussi Hautaniemi   | MBA         | 40"00.71 | 12   |        |
| 13  | Thierry Feuz       | MBA         | 40"04.77 | 11   |        |
| 14  | Johnny Wickström   | MBA         | 40"08.65 | 15   |        |
| 15  | Paul Bordes        | MBA         | 40"30.82 | 17   |        |
| 16  | Andres Sánchez     | MBA         | 40"42.78 | 13   |        |
| 17  | Jacky Hutteau      | MBA         | 40"43.82 | 23   |        |
| 18  | Bady Hassaine      | MBA         | 40"47.55 | 27   |        |
| 19  | Michel Escudier    | MBA         | 40"47.84 | 28   |        |
| 20  | Eric Gijsel        | MBA         | 40"48.10 | 25   |        |
| 21  | Mike Leitner       | MBA         | 40"51.32 | 24   |        |
| 22  | Boy van Erp        | MBA         | 40"53.97 | 29   |        |
| 23  | Fernando Gonzalez  | MBA         | 40"59.36 | 34   |        |
| 24  | Gilles Payraudeau  | MBA         | 41"00.94 | 31   |        |
| 25  | Wilhelm Lücke      | MBA         | +1 ronde | 36   |        |
| 26  | Beat Sidler        | MBA         | +1 ronde | 38   |        |
| 27  | Peter Balaz        | MBA         | +1 ronde | 32   |        |
| 28  | Robin Appleyard    | MBA         | +1 ronde | 18   |        |
| 29  | Jean-Marc Nobleaux | MBA         | +1 ronde | 35   |        |

#### Niet gefinisht
| Coureur              | Merk | Oorzaak | Grid |
| -------------------- | ---- | ------- | ---- |
| Thomas Pedersen      | MBA  |         | 14   |
| Karl Dauer           | MBA  |         | 21   |
| Alex Bedford         | MBA  | Ketting | 7    |
| Adolf Stadler        | MBA  |         | 26   |
| Franz Birrer         | MBA  |         | 37   |
| Christian Le Badezet | MBA  |         | 30   |
| Anton Straver        | MBA  | Opgave  | 19   |

#### Niet gestart
| Coureur          | Merk | Oorzaak  | Grid |
| ---------------- | ---- | -------- | ---- |
| Lucio Pietroniro | MBA  | Blessure | 10   |
| Ton Spek         | MBA  | Blessure | 33   |

#### Niet deelgenomen
| Coureur         | Merk     | Oorzaak  |
| --------------- | -------- | -------- |
| Alfred Waibel   | MBA      |          |
| Luca Cadalora   | MBA      | Blessure |
| Willy Hupperich | Seel-MBA |          |

### Top tien tussenstand 125cc-klasse
| Pos. | Coureur            | Merk        | Ptn. |
| ---- | ------------------ | ----------- | ---- |
| 1    | Fausto Gresini     | FMI-Garelli | 76   |
| 2    | Pier Paolo Bianchi | MBA         | 75   |
| 3    | Ezio Gianola       | FMI-Garelli | 57   |
| 4    | Bruno Kneubühler   | LCR-MBA     | 50   |
| 5    | August Auinger     | Bartol-MBA  | 42   |
| 6    | Domenico Brigaglia | MBA         | 30   |
| 7    | Jean-Claude Selini | MBA         | 26   |
| 8    | Lucio Pietroniro   | MBA         | 24   |
| 9    | Olivier Liégeois   | MBA         | 14   |
| 10   | Johnny Wickström   | MBA         | 12   |

## 80cc-klasse

### De training
Derbi zette alles op alles om Stefan Dörflinger van de wereldtitel af te houden. Zo kreeg Jorge Martínez steun van Manuel Herreros en Ángel Nieto. Bovendien was er sprake van enige intimidatie ten opzichte van Dörflinger, die zich daar echter niet veel van aantrok. Als de Derbi-rijders het in de race te bont zouden maken zou hij een protest indienen tegen de (reglementair) te hoge zitjes van de Derbi-machines. Dörflinger kwalificeerde zich als tweede, maar kwam op de eerste startrij tussen drie Derbi's te staan. 

#### Trainingstijden
| Pos | Coureur           | Merk       | Tijd    |
| --- | ----------------- | ---------- | ------- |
| 1.  | Jorge Martínez    | Derbi      | 1"51'59 |
| 2.  | Stefan Dörflinger | Krauser    | 1"52'53 |
| 3.  | Manuel Herreros   | Derbi      | 1"53'31 |
| 4.  | Ángel Nieto       | Derbi      | 1"54'20 |
| 5.  | Ian McConnachie   | Krauser    | 1"54'48 |
| 6.  | Rainer Kunz       | Ziegler    | 1"55'76 |
| 7.  | Jean-Marc Velay   | GMV-Casal  | 1"56'32 |
| 8.  | Theo Timmer       | HuVo-Casal | 1"56'54 |
| 9.  | Paul Rimmelzwaan  | Harmsen    | 1"56'97 |
| 10. | Gerd Kafka        | Seel       | 1"57'18 |

### De race
Drie Derbi's op de eerste startrij moest genoeg zijn om Stefan Dörflinger voorlopig nog van de wereldtitel af te houden, maar dat gebeurde toch niet. Hoewel Manuel Herreros als snelste vertrok, kwamen zijn teamgenoten Ángel Nieto en Jorge Martínez als laatsten weg. Martínez sloot in de derde ronde aan bij Dörflinger om meteen daarna te vallen. Toen Dörflinger begon aan te dringen bij Herreros ging die eveneens tegen het asfalt. De intimidatie en psychologische oorlogvoering die het Derbi-team ten opzichte van Dörflinger had uitgevoerd had de eigen rijders wellicht het meest op de zenuwen gewerkt. In elk geval was er geen bedreiging meer voor Dörflinger, die het zich best kon veroorloven Ángel Nieto nog voorbij te laten. Hij had zelfs als zevende kunnen finishen om zijn wereldtitel veilig te stellen, maar werd achter Nieto tweede, voor Henk van Kessel, die zijn eerste podiumplaats van het seizoen scoorde.

#### Uitslag 80cc-klasse
| Pos | Coureur             | Merk           | Tijd     | Grid | Punten |
| --- | ------------------- | -------------- | -------- | ---- | ------ |
| 1   | Ángel Nieto         | Derbi          | 32"43.35 | 4    | 15     |
| 2   | Stefan Dörflinger   | Krauser        | 32"56.46 | 2    | 12     |
| 3   | Henk van Kessel     | HuVo-Casal     | 33"06.63 | 12   | 10     |
| 4   | Jean-Marc Velay     | GMV-Casal      | 33"06.86 | 8    | 8      |
| 5   | Gerhard Waibel      | Real-Seel      | 33"07.50 | 13   | 6      |
| 6   | Domingo Gil Blanco  | Autisa         | 33"11.37 | 15   | 5      |
| 7   | Paul Rimmelzwaan    | Harmsen        | 33"12.44 | 10   | 4      |
| 8   | Gerd Kafka          | Seel           | 33"15.13 | 11   | 3      |
| 9   | Ian McConnachie     | Krauser        | 33"27.38 | 5    | 2      |
| 10  | Theo Timmer         | HuVo-Casal     | 33"27.58 | 9    | 1      |
| 11  | Serge Julin         | Bakker-Casal   | 33"40.80 | 14   |        |
| 12  | Jos van Dongen      | Casal          | 33"41.01 | 18   |        |
| 13  | Günter Schirnhofer  | Krauser        | 33"48.90 | 16   |        |
| 14  | René Dunki          | Krauser        | 33"55.72 | 20   |        |
| 15  | Reinhard Koberstein | Seel           | 34"31.87 | 22   |        |
| 16  | Kees Besseling      | CJB            | +1 ronde | 6    |        |
| 17  | Lionel Robert       | Scrab          | +1 ronde | 26   |        |
| 18  | Richard Bay         | Rupp-Maico     | +1 ronde | 24   |        |
| 19  | Herri Torrontegui   | JJ Cobas-Rotax | +1 ronde | 27   |        |
| 20  | Chris Baert         | Eberhardt      | +1 ronde | 28   |        |
| 21  | Johan Auer          | Eberhardt      | +1 ronde | 34   |        |
| 22  | Mika Sakari Komu    | Eberhardt      | +1 ronde | 33   |        |
| 23  | Jean-Luc Facon      | HuVo-Casal     | +1 ronde | 30   |        |
| 24  | José Saez Calabuig  | Derbi          | +1 ronde | 32   |        |
| 25  | Thomas Engl         | ESCN           | +1 ronde | 36   |        |

#### Niet gefinisht
| Coureur           | Merk       | Oorzaak    | Grid |
| ----------------- | ---------- | ---------- | ---- |
| Jorge Martínez    | Derbi      |            | 1    |
| Manuel Herreros   | Derbi      |            | 3    |
| Rainer Kunz       | Ziegler    |            | 7    |
| Paolo Priori      | Lusuardi   |            | 29   |
| Aad Wijsman       | Harmsen    | Zuigerveer | 31   |
| Paul Bordes       | Scrab      |            | 17   |
| Reiner Koster     | LCR-Casal  |            | 25   |
| Hans Koopman      | Ziegler    | Koppeling  | 19   |
| Juan Ramón Bolart | Autisa     |            | 21   |
| Daniel Mateos     | Autisa     |            | 23   |
| Thierry Hemery    | HuVo-Casal |            | 35   |

#### Niet gekwalificeerd
| Coureur     | Merk    | Oorzaak |
| ----------- | ------- | ------- |
| Jamie Lodge | Krauser |         |

#### Niet deelgenomen
| Coureur        | Merk       | Oorzaak  |
| -------------- | ---------- | -------- |
| Hans Spaan     | HuVo-Casal | Blessure |
| Stefan Prein   | HuVo-Casal |          |
| Bernd Rossbach | HuVo-Casal |          |

### Top tien tussenstand 80cc-klasse
| Pos. | Coureur                            | Merk                 | Ptn. |
| ---- | ---------------------------------- | -------------------- | ---- |
| 1    | Stefan Dörflinger (wereldkampioen) | Krauser              | 76   |
| 2    | Jorge Martínez                     | Derbi                | 52   |
| 3    | Gerd Kafka                         | Seel                 | 42   |
| 4    | Manuel Herreros                    | Derbi                | 40   |
| 5    | Gerhard Waibel                     | Real-Seel            | 32   |
| 6    | Ian McConnachie                    | HuVo-Casal / Krauser | 21   |
| 7    | Theo Timmer                        | HuVo-Casal           | 19   |
| 8    | Henk van Kessel                    | HuVo-Casal           | 18   |
| 9    | Paul Rimmelzwaan                   | Harmsen              | 15   |
| 9    | Ángel Nieto                        | Derbi                | 15   |

## Zijspanklasse

### De training
Egbert Streuer en Bernard Schnieders waren in alle trainingen sneller dan de concurrentie en reden dan ook naar poleposition. Als tweede stond de combinatie Alain Michel/Jean-Marc Fresc. Dat kwam voor Streuer wel goed uit, want hij hoopte dat Michel nog wat punten kon afsnoepen van Werner Schwärzel/Fritz Buck en Rolf Biland/Kurt Waltisperg, die het wereldkampioenschap aanvoerden. 

#### Trainingstijden
| Pos | Coureur              | Bakkenist          | Merk               | Tijd    |
| --- | -------------------- | ------------------ | ------------------ | ------- |
| 1.  | Egbert Streuer       | Bernard Schnieders | LCR-Yamaha         | 1"39'45 |
| 2.  | Alain Michel         | Jean-Marc Fresc    | Krauser-LCR-Yamaha | 1"40'43 |
| 3.  | Werner Schwärzel     | Fritz Buck         | Krauser-LCR-Yamaha | 1"40'65 |
| 4.  | Rolf Biland          | Kurt Waltisperg    | LCR-Krauser        | 1"40'81 |
| 5.  | Markus Egloff        | Urs Egloff         | LCR-Yamaha         | 1"41'60 |
| 6.  | Alfred Zurbrügg      | Martin Zurbrügg    | LCR-Yamaha         | 1"42'77 |
| 7.  | Masato Kumano        | Helmut Diehl       | LCR-Yamaha         | 1"43'26 |
| 8.  | Hans-Rudi Christinat | Markus Fährni      | LCR-Yamaha         | 1"43'26 |
| 9.  | Derek Jones          | Brian Ayres        | LCR-Yamaha         | 1"43'33 |
| 10. | Derek Bayley         | Brian Nixon        | LCR-Yamaha         | 1"43'34 |

### De race
Na de start in Frankrijk nam Rolf Biland meteen de leiding, gevolgd door Egbert Streuer, Alain Michel en Werner Schwärzel. De derde plaats van Michel was ideaal voor Streuer, want hij kon wat punten van Schwärzel afsnoepen. Die hoop vervloog in de tweede ronde, toen Michel met een defecte koppeling uitviel. Na drie ronden gaf Streuer gas, reed de snelste raceronde en toen hij omkeek zag hij dat er al een groot gat met Biland was geslagen. Vanaf dat moment kon hij al banden gaan sparen en desondanks zijn voorsprong vergroten. Schwärzel sloot aan bij Biland, maar die laatste viel door een gebroken drijfstang uit. Masato Kumano won zijn gevecht met Frank Wrathall en werd derde.

#### Uitslag zijspanklasse
| Pos | Coureur          | Bakkenist             | Merk               | Tijd      | Grid | Punten |
| --- | ---------------- | --------------------- | ------------------ | --------- | ---- | ------ |
| 1   | Egbert Streuer   | Bernard Schnieders    | LCR-Yamaha         | 37"05'94  | 1    | 15     |
| 2   | Werner Schwärzel | Fritz Buck            | Krauser-LCR-Yamaha | 37"19'89  | 3    | 12     |
| 3   | Masato Kumano    | Helmut Diehl          | LCR-Yamaha         | 38"02'46  | 7    | 10     |
| 4   | Frank Wrathall   | Graham Rose           | Seymaz-Yamaha      |           | 13   | 8      |
| 5   | Derek Jones      | Brian Ayres           | LCR-Yamaha         |           | 9    | 6      |
| 6   | Markus Egloff    | Urs Egloff            | LCR-Yamaha         |           | 5    | 5      |
| 7   | Alfred Zurbrügg  | Martin Zurbrügg       | LCR-Yamaha         |           | 6    | 4      |
| 8   | Luigi Casagrande | René Nydegger         | LCR-Yamaha         |           | 12   | 3      |
| 9   | Graham Gleeson   | Kerry Chapman         | LCR-Yamaha         |           | 14   | 2      |
| 10  | Rolf Steinhausen | Bruno Hiller          | Busch-ARO          |           |      | 1      |
| 11  | Martin Kooy      | Raimond van den Groep | Kova-Yamaha        |           | 21   |        |
| 12  | Jos Modder       | Dick van 't Klooster  | LCR-Yamaha         |           | 23   |        |
| 13  | Dennis Bingham   | Julia Bingham         | LCR-Yamaha         |           |      |        |
| 14  | Mick Barton      | Simon Birchall        | LCR-Yamaha         |           |      |        |
| 15  | Ken Smith        | Dave Brown            | Onbekend           |           |      |        |
| 16  | Barry Brindley   | Christopher Jones     | Yamaha             |           |      |        |
| 17  | Theo van Kempen  | Geral de Haas         | LCR-Yamaha         | +5 ronden | 11   |        |

#### Niet gefinisht
| Coureur              | Bakkenist       | Merk               | Oorzaak    | Grid |
| -------------------- | --------------- | ------------------ | ---------- | ---- |
| Rolf Biland          | Kurt Waltisperg | LCR-Krauser        | Drijfstang | 4    |
| Alain Michel         | Jean-Marc Fresc | Krauser-LCR-Yamaha | Koppeling  | 2    |
| Hans-Rudi Christinat | Markus Fährni   | LCR-Yamaha         |            | 8    |
| Derek Bayley         | Brian Nixon     | LCR-Yamaha         |            | 10   |
| Hans Hügli           | Andreas Schütz  | LCR-Yamaha         |            | 15   |
| Hein van Drie        | Iain Colquhoun  | LCR-Yamaha         | Vastloper  | 17   |

#### Niet deelgenomen
| Coureur       | Bakkenist   | Merk       | Oorzaak  |
| ------------- | ----------- | ---------- | -------- |
| Steve Webster | Tony Hewitt | LCR-Yamaha | Blessure |

### Top tien tussenstand zijspanklasse
| Pos. | Coureur          | Bakkenist                     | Merk                             | Ptn. |
| ---- | ---------------- | ----------------------------- | -------------------------------- | ---- |
| 1    | Werner Schwärzel | Fritz Buck                    | Krauser-LCR-Yamaha               | 61   |
| 2    | Egbert Streuer   | Bernard Schnieders            | LCR-Yamaha                       | 58   |
| 3    | Rolf Biland      | Kurt Waltisperg               | Krauser-LCR-Yamaha / LCR-Krauser | 50   |
| 4    | Alfred Zurbrügg  | Martin Zurbrügg               | LCR-Yamaha                       | 26   |
| 5    | Steve Webster    | Tony Hewitt                   | LCR-Yamaha                       | 22   |
| 6    | Masato Kumano    | Helmut Diehl                  | LCR-Yamaha                       | 18   |
| 7    | Steve Abbott     | Shaun Smith                   | Windle-Yamaha                    | 13   |
| 8    | Markus Egloff    | Urs Egloff                    | LCR-Yamaha                       | 12   |
| 9    | Mick Barton      | Simon Birchall                | LCR-Yamaha                       | 11   |
| 10   | Hans Hügli       | Andreas Schütz                | LCR-Yamaha                       | 8    |
| 10   | Frank Wrathall   | Phil Spendlove en Graham Rose | Seymaz-Yamaha                    | 8    |

## Trivia

### Ángel Nieto, Garelli en Derbi
Ángel Nieto was net als in het seizoen 1984 in dienst van Garelli, maar van de 125cc-klasse overgestapt op de nieuwe Garelli-250cc-racer. Zijn slechte prestaties met die machine weet men aanvankelijk aan het feit dat hij nog herstellende was van een val tijdens de GP van San Marino van 1984. Om er een beetje in te komen reed Nieto ook voor Derbi in de 80cc-klasse, en dat ging erg goed. De weg terug naar de 125cc-Garelli was echter afgesloten, omdat dat team gesponsord werd door de Italiaanse bond FMI, die alleen Italianen op de machines wilde zien. Daarop besloot Garelli vanaf de Franse Grand Prix van Nieto's diensten af te zien. 

### Lavado ontevreden
Carlos Lavado had van Yamaha een nieuw frame gekregen, maar ook een nieuw motorblok met grotere powervalves. Martin Wimmer koos voor het oude blok met cilinders van Hans-Jürgen Hummel, dat duidelijk sterker was. Lavado smeet zijn machine na afloop van de race dan ook kwaad tegen een muur.

### Blok te koop?
Het ging al sinds de Belgische Grand Prix niet goed met Pier Paolo Bianchi, die met zijn fabrieks-MBA de Garelli's van Fausto Gresini en Ezio Gianola niet meer kon volgen. Hij vroeg na de race aan Bruno Kneubühler of die zijn snelle motorblok niet wilde verkopen.

### Nachtelijk sleutelen
In het rennerskwartier werd in de nacht van zaterdag op zondag vooral bij de zijspanrijders nog flink gesleuteld. In de Yamaha-motor van Egbert Streuer was een veertje van een oliekeerring naar binnen gezogen en dat had een zuiger en een cilinder beschadigd. In de Krauser van Rolf Biland moest een krukas worden vervangen. Alain Michel stond in die nacht de krukassen voor Streuer en Biland te persen, maar had al tegen zijn vrouw gezegd: "let maar op, morgen gaat die van ons stuk". Dat gebeurde niet. Michel viel in de derde ronde uit door een defecte koppeling. 

### Opstapklasse?
Hoewel men zou verwachten dat de 80cc-klasse een opstapklasse voor jonge rijders zou moeten zijn, waren het de "oude rotten" die de prijzen verdeelden. De jongste op het erepodium was Stefan Dörflinger (37). Ángel Nieto was 38 en Henk van Kessel 39. 

### Jubileum
Ángel Nieto won zijn eerste race in de 80cc-klasse, maar in totaal zijn negentigste Grand Prix. 
1920 · 1921 · 1922 · 1923 · 1924 · 1925 · 1926 · 1927 · 1928 · 1929 · 1930 · 1931 · 1932 · 1933 · 1935 · 1936 · 1937 · 1938 · 1939 · 1949 · 1951 ·  1953 · 1954 · 1955 · 1958 · 1959 · 1960 · 1961 · 1962 · 1963 · 1964 · 1965 · 1966 · 1967 · 1969 · 1970 · 1972 · 1973 · 1974 · 1975 · 1976 · 1977 · 1978 · 1979 · 1980 · 1981 · 1982 · 1983 · 1984 · 1985 · 1986 · 1987 · 1988 · 1989 · 1990 · 1991 · 1992 · 1994 · 1995 · 1996 · 1997 · 1998 · 1999 · 2000 · 2001 · 2002 · 2003 · 2004 · 2005 · 2006 · 2007 · 2008 · 2009 · 2010 · 2011 · 2012 · 2013 · 2014 · 2015 · 2016 · 2017 · 2018 · 2019 · 2020 · 2021 · 2022 · 2023 · 2024 · 2025